# Bailey Bass
Bailey Bass (Nashville, 18 giugno 2003) è un'attrice e modella statunitense.

## Biografia
Bailey Bass nasce il 18 giugno 2003 da padre afroamericano e madre bielorussa-russa, Alesya Ignatieva, consulente di prodotti per la pelle. Ha un fratello minore, Elijah, e un fratellastro minore, Mikey, da parte di madre.
Da bambina si trasferisce con la madre e il fratello a Brooklyn, dove entra nel mondo dell'intrattimento prendendo parte ad alcuni spot pubblicitari e, divenuta adolescente, segue lezioni di recitazione alla "I.S. 98 Bay Academy".
Nel 2020 ottiene un primo ruolo di rilievo in un episodio della serie Law & Order - Unità vittime speciali, in cui interpreta Breyona Taylor, una ragazza vittima di abusi. Nel 2022 invece interpreta il personaggio della giovanissima vampira Claudia nella serie Intervista col vampiro, e debutta al cinema con quello dei Tsireya, un'apneista Na'Vi del clan Metkayina, nel film Avatar - La via dell'acqua, secondo capitolo della serie di film di Avatar.
Ha inoltre fondato una linea di gioielli chiamata "BaiBai Jewelry".

## Filmografia

### Cinema
- Avatar - La via dell'acqua (Avatar: The Way of Water), regia di James Cameron (2022)
- Avatar - Fuoco e cenere (Avatar: Fire and Ash), regia di  James Cameron (2025)

### Televisione
- Moon and Sun, regia di Demetrius Wren – film TV (2014)
- Law & Order - Unità vittime speciali (Law & Order: Special Victims Unit) – serie TV, episodio 21x18 (2020)
- A Jenkins Family Christmas, regia di Robin Givens – film TV (2021)
- A Gift of Murder, regia di Michael Feifer – film TV (2022)
- Intervista col vampiro (Interview with the Vampire) – serie TV (2022)

## Doppiatrici italiane
Nelle versioni in italiano delle opere in cui ha recitato, Bailey Bass è stata doppiata da:
- Luna Iansante[13] in Avatar - La via dell'acqua